# Praetor peregrinus
De praetor peregrinus werd in 242 v.Chr. aangesteld als pretor om de problemen die in een kosmopolitische stad als Rome ontstonden tussen haar burgers en buitenlanders (peregrini) te regelen. Hij vaardigde ieder jaar, net zoals zijn collega de praetor urbanus, een edictum uit, waarin hij de wetgeving voor de relaties tussen burgers en vreemdelingen afkondigde. Hij bezat zoals elke pretor het imperium, en wanneer hij recht sprak zetelde hij op een curulische zetel (sella curulus).

## Antieke bron
- Dig. 1,2,23